# 布兰特利县 (佐治亚州)
布兰特利县（英語：Brantley County）是位于美国佐治亚州东南部的一个县，面积1,159平方公里，县治纳洪塔。根据2000年美国人口普查，共有人口17,316。
布兰特利县成立于1920年11月2日，县名源自当地贵族本杰明·D·布兰特利。